# الحسن بن رستم
الحسن بن رستم (بالفارسية: حسن بن رستم) أو الحسن الأول (بالفارسية: حسن يكم)، كان حاكم آل باوند من 1165 إلى 1173. وهو ابن وخليفة شاه غازي رستم الرابع. قُتل عام 1173 أما على يد عبيده الأتراك أو الحشاشين وخلفه ابنه أردشير الأول.